# Mahidevran Gülbahar Sultan
Mahidevran Gülbahar Sultan (1500 - 3. února 1581 Bursa) byla manželka osmanského sultána Sulejmana I. Porodila Şehzade Mustafu, Şehzade Ahmeda a Raziyi Sultan.

## Etymologie
Jméno Mahidevran znamená stále krásná, ta jejíž krásná nikdy neuvadá nebo nejkrásnější všech dob. Jiný význam jména je měsíc štěstěny. Jméno Gülbahar má dva významy - gül je v turečtině růže a bahar je v perštině jaro; tedy jméno je jarní růže.

## Tituly a status
Mahidevran byla haseki sultan ( manželka sultána) a byla matkou prince, Şehzade Mustafy. To bylo druhé nejvyšší ženské postavení po valide sultan (matce sultána).

## Původ a mládí
- Byla Kabardská princezna a její původní jméno bylo Malhurub Baharnaz Idarovna
- Pocházela z Čerkesku a byla od narození muslimka
- Její otec byl Idar Mirza a matka byla Nazcan Hatun
- Byla prapratetou Mahfiruz Hatice Sultan ( manželka Ahmeda I. )

## Život se sultánem Suleymanem
Byla na seznamu sedmnácti žen z harému Sulejmana, když byl ještě guvernérem provincie Manisa; v té době nebyla ještě jeho souložnice, kvůli čemu společně s dalšími dvěma konkubínami dostávala 4 aspery denně, zatímco ostatní dostávaly 5. Mahidevran se později stala sultánovou favoritkou (nejspíše ve svých patnácti letech, když v roce 1515 porodila prince Mustafu). Možná porodila i druhého prince jménem Abdullah; ten je ale přisuzován Hürrem.
Když v roce 1520 zemřel sultán Selim I., Sulejman se přesunul do Konstantinopole, hlavního města Osmanské říše, společně se svou rodinou (resp. s ní a Mustafou). V roce 1521 přišel Sulejman o dva své syny; devítiletého Mahmuda a batole Murada. Mustafa se tedy stal nejstarším mužským potomkem sultána. Z Mahidevran se stala Baş Kadın. V istanbulském harému ale získala novou rivalku, Hürrem Sultan (v Evropě známou jako Roxelana), která se později stala sultánovou novou favoritkou. Podle dějepisce Bernarda Navagera však Sulejman velmi miloval Mahidevran i v době, kdy současně trávil čas s Hürrem. Ale od roku 1526 jí přestal věnovat pozornost a jeho favoritkou byla pouze Hürrem.
Hürrem porodila svého nejstaršího syna Mehmeda v roce 1521 a v roce 1524 dalšího syna Selima (budoucího sultána Selima II.), čímž se Mahidevranino postavení změnilo – byla nyní konkubína s pouze jedním synem. Napětí ve vztazích mezi těmito ženami byly zmírněny díky Valide sultan Hafse, sultánově matce. Podle zpráv historika Navagera rivalita vyvrcholila tím, že Mahidevran surově zbila Hürrem, což sultána rozhněvalo. Podle historika Necdet Sakaoğlu však jsou boje mezi Mahidevran, Hürrem, Gülfem a Hafsou příliš zveličovány a nejsou pravdivé. Mahidevran opustila Istanbul společně se svým synem, když odcházel do guvernátu, a dlela s ním až do jeho smrti v roce 1553. Poté odešla do Bursy, kde i zemřela.
Zmínky o tom, že Hürrem válčila i s jinou Sulejmanovou konkubínou, Gülfem, jsou diskutabilní. Hürrem sice nikdy neopustila palác s žádným ze svých synů, jak tomu bývalo zvykem, avšak zkazky o tom, že Hürrem používala čáry a magii, aby ovládla Sulejmana, jsou nepravdivé a fiktivní. Hürrem měla nezletilou dceru, která nemohla opustit palác až do svých šestnácti let a její nejmladší syn Cihangir byl od narození těžce nemocný; to byly důvody, proč Hürrem zůstala v hlavním městě, místo aby odešla s některým ze svých synů do místa jeho nového působiště (synové sultána po dosažení určitého věku byli postaveni do čela některé z provincií).

## Potomstvo
- Şehzade Mustafa (1515-1553)

Syn Mustafa, předpokládaný následník trůnu, byl na příkaz otce popraven za velezradu. Stalo se tak v září 1553 ve vojenském ležení v údolí Ereğli u Konye. Mustafova tajná korespondence s Peršany s jeho pečetí a podpisem "Sultán Mustafa" je dodnes uložena v archivu Topkapi. Historické prameny dokládají také nezdařený pokus části armády sesadit a izolovat Sulejmana v Dimetoce a dosadit Mustafu na trůn.
- Raziye Sultan (1525-?)
- Şehzade Ahmed (1527-1527)

## Odrazy v kultuře
Postava Mahidevrán se objevila i v turecké historické telenovele Muhteşem Yüzyıl (česky Velkolepé století). Zde ji hraje turecká herečka německého původu Nur Fettahoğlu.